# Androcymbium undulatum
Androcymbium undulatum är en tidlöseväxtart som beskrevs av U.Müll.-doblies och D.Müll.-doblies. Androcymbium undulatum ingår i släktet Androcymbium och familjen tidlöseväxter. Inga underarter finns listade i Catalogue of Life.